# Jean-Philippe Sol
Jean-Philippe Sol (Aurillac, 1º gennaio 1986) è un pallavolista francese, centrale del Fréjus.

## Palmarès

### Club
- Campionato francese: 2

2010-11, 2016-17